# Nychogomphus flavicaudus
Nychogomphus flavicaudus – gatunek ważki z rodziny gadziogłówkowatych (Gomphidae).